# Sarke
Sarke — блэк/трэш-метал-группа из Норвегии. В состав коллектива входят музыканты, известные своим участием в других норвежских группах, поэтому Sarke иногда называют супергруппой.

## История
Группа была основана как сольный проект Томаса «Сарке» Бергли (норв. Thomas «Sarke» Bergli), ударника Tulus и Khold. На роль вокалиста им был приглашён Ноктюрно Культо из Darkthrone. В 2009 году группа записала и выпустила первый альбом Vorunah, в записи которого помимо Сарке и Ноктюрно Культо принял участие клавишник Андерс Хунстад (норв. Anders Hunstad). В том же году для концертных выступлений Sarke пригласил ударника Асгейра Микелсона (норв. Asgeir Mickelson) и гитариста Cyrus. В таком составе группа выступила на фестивалях Inferno festival, Trondheim Metal Fest, Wacken Open Air и Hole in the Sky. Концертный состав оказался удачным, и Sarke превратился в полноценный музыкальный коллектив.
В 2010 году Сарке приступил к написанию материала для нового альбома. Группа также наметила выступление на фестивале Roadburn, однако Сайрус в этот момент должен был быть занят в австралийском турне Dimmu Borgir. На замену ему Сарке пригласил Стейнара Гундерсена (норв. Steinar Gundersen), который после концерта остался в группе в качестве второго гитариста. В том же 2010 году группа выступила на фестивалях Ragnarök festival, Party.San и Brutal Assault, а в октябре приступила к записи второго альбома Oldarhian. Альбом был выпущен в апреле 2011 года.
В конце 2012 — начале 2013 года был записан третий альбом под названием Aruagint. Выпуск альбома был запланирован на май 2013 года, однако затем был перенесён на 2014 год. В итоге альбом был выпущен в сентябре 2013 года. Группа ведёт работу над новым альбомом и собирается начать запись в 2015 году.
В 2016 году вышел очередной альбом под названием Bogefod.

## Дискография
- 2009 — Vorunah
- 2011 — Oldarhian
- 2013 — Aruagint
- 2016 — Bogefod
- 2017 — Viige Urh
- 2019 — Gastwerso
- 2021 — Allsighr
- 2024 — Endo Feight

## Участники
- Сарке (норв. Sarke) — бас
- Ноктюрно Культо (норв. Nocturno Culto) — вокал
- Андерс Хунстад (норв. Anders Hunstad) — клавишные
- Сайрус (норв. Cyrus) — гитара
- Стейнар Гундерсен (норв. Steinar Gundersen) — гитара
- Асгейр Микелсон (норв. Asgeir Mickelson) — ударные